# José Luis González
José Luis González Dávila (Celaya, 14 settembre 1942 – 8 settembre 1995) è stato un calciatore messicano, di ruolo centrocampista.